# محمود علي
محمود علي (29 سبتمبر 1932 - 23 يوليو 2004) المعروف شعبيا باسم محمود ، ممثل وكوميدي و مخرج و منتج هندي شهير قام بتمثيل أكثر من 300 فيلم خلال أكثر من أربع عقود في السينما الهندية.

## عائلته
كان أخ لثماني أخ و اخت وهو ابن الممثل الهندي الشهير ممتاز علي كان له اخت كبرى و ستة أكبر منه

## اولاده
ولد له ابن وحيد و هو علي أو لاكي على كما يعرف و هو مغني و ملحن و ممثل

## جوائزه
أفضل ممثل مساعد فيلمفير 1963

أفضل ممثل كوميدي فيلمفير 1967-1970-1972-1975

رشح أفضل ممثل كوميدي فيلمفير 1967-1968-1969-1969-1970-1971-1972-1973-1974- 1975-1975-1976-1977-1980-1983

رشح أفضل ممثل مساعد فيلمفير1960-1962-1963-1964-1966

## وصلات خارجية
- محمود علي على موقع IMDb (الإنجليزية)
- محمود علي على موقع ميوزك برينز (الإنجليزية)
- محمود علي على موقع ميوزك برينز (الإنجليزية)
- محمود علي على موقع أول موفي (الإنجليزية)
- محمود علي على موقع قاعدة بيانات الفيلم (الإنجليزية)
- محمود علي على موقع كينوبويسك (الروسية)